# Tormented (Staind)
Tormented è il primo album in studio del gruppo musicale statunitense Staind, pubblicato indipendentemente nel 1996.
L'album fu distribuito esclusivamente ai concerti in un numero limitato a 4000 copie. L'artwork è molto forte e non fu affatto gradito da Fred Durst, leader dei Limp Bizkit, che quasi sancì l'esclusione degli Staind da un concerto che Lewis & co. avrebbero dovuto tenere insieme ai Bizkit e agli Sugarmilk, creando un feroce diverbio tra Fred Durst e Aaron Lewis. Durst, alla fine, non riuscì a escluderli e li lasciò esibire, stupendosi delle capacità della band e offrendosi poi di produrli con la sua etichetta.
Nell'album è inoltre presente una prima versione del singolo Mudshovel, qui intitolato Mudshuvel, e il brano Come Again, pubblicato nel 2004 come b-side del singolo Right Here e nella raccolta The Singles: 1996-2006.

## Concezione
Tormented è un concept album incentrato sul suicidio. È la storia di una persona che sta per concludere la sua vita, ma prima di farlo la sua mente ripercorre ricordi ed esperienze passate, tutto questo fino all'ultimo traccia, dove il protagonista, amareggiato, conclude la sua vita.
Quello che segue dopo è il funerale, un prete recita dei versi che introdotti da un suono di campane danno il via alla cerimonia, fino a quando la voce del prete non si fa grottesca e distorta, riproducendo al contrario i versi che prima aveva recitato e concludendo la traccia con un rumore distorto (simile a quello che si udisce quando un televisore perde segnale) e il suono dello statico, facendo capire che tutto ciò che ha circondato fino a ora la vita del protagonista è stata solo finzione.

## Copertina
La copertina di Tormented si presenta come una forte critica alla chiesa odierna. Essa rappresenta infatti una persona lapidata di cui è rimasto intatto solo il volto insanguinato e un rosario che ne attraversa le cavità nasali, adagiato alla roccia vi è un crocefisso e una bambola crocefissa su di esso (anch'essi ricoperti di sangue) e subito vicino vi è una bibbia impalata da un coltello.

## Stile musicale
Tormented risulta essere l'album più aggressivo e violento degli Staind. La particolarità di questo album è il tappeto sonoro noise che ne detta le coordinate, il lavoro in questione è influenzato da vari generi musicali che spaziano dal nu metal di ispirazione Korn fino al thrash metal e all'alternative metal.
Nell'album, il cantante Aaron Lewis fa uso di molteplici stili di canto, passando da quello melodico a tecniche tipiche della voce death.

## Tracce
1. Tolerate – 4:38
2. Come Again – 3:50
3. Break – 3:58
4. Painful – 3:29
5. Nameless – 3:29
6. Mudshuvel – 4:34
7. See Thru – 4:27
8. Question? – 3:30
9. No One's Kind – 4:46
10. Self Destruct – 3:36
11. 4 Walls – 33:08 – Dopo otto minuti di silenzio inizia la traccia fantasma The Funeral

## Formazione
- Aaron Lewis – voce
- Mike Mushok – chitarra
- Johnny April – basso
- Jon Wysocki – batteria